# Підводні човни типу «Салмон»
| ПЧ типу «Салмон»           | ПЧ типу «Салмон»                                                     | ПЧ типу «Салмон»                                                     |
| -------------------------- | -------------------------------------------------------------------- | -------------------------------------------------------------------- |
| Salmon-class submarine     |                                                                      |                                                                      |
|                            |                                                                      |                                                                      |
| SS-182, 1938               |                                                                      |                                                                      |
| Під прапором               | США                                                                  | США                                                                  |
| Спуск на воду              | 1936—1938 рр (6 човнів)                                              | 1936—1938 рр (6 човнів)                                              |
| Виведений зі складу флоту  | 1945—1946 рр                                                         | 1945—1946 рр                                                         |
| Сучасний статус            | утилізовані                                                          | утилізовані                                                          |
| Проєкт                     |                                                                      |                                                                      |
| Розробник проєкту          | Electric Boat, Portsmouth Naval Shipyard, Mare Island Naval Shipyard | Electric Boat, Portsmouth Naval Shipyard, Mare Island Naval Shipyard |
| Основні характеристики     |                                                                      |                                                                      |
| Швидкість (надводна)       | 21 вузлів (39 км/год)                                                | 21 вузлів (39 км/год)                                                |
| Швидкість (підводна)       | 9 вузлів (17 км/год)                                                 | 9 вузлів (17 км/год)                                                 |
| Гранична глибина занурення | 61 м                                                                 | 61 м                                                                 |
| Екіпаж                     | 59 осіб                                                              | 59 осіб                                                              |
| Розміри                    |                                                                      |                                                                      |
| Довжина найбільша (по КВЛ) | 94 м                                                                 | 94 м                                                                 |
| Ширина корпусу найб.       | 7,96 м                                                               | 7,96 м                                                               |
| Середня осадка (по КВЛ)    | 4,78 м                                                               | 4,78 м                                                               |
| Озброєння                  |                                                                      |                                                                      |
| Артилерія                  | 1 х (3") 76-мм / 50 калібрів 2 х 12,7-мм (0,5") 4 х 7,62-мм (0,3")   | 1 х (3") 76-мм / 50 калібрів 2 х 12,7-мм (0,5") 4 х 7,62-мм (0,3")   |
| Торпедно- мінне озброєння  | 4 носових і 4 кормових ТА калібру 21 дюймів — 533 мм, 24 торпед      | 4 носових і 4 кормових ТА калібру 21 дюймів — 533 мм, 24 торпед      |
| Зображення на Вікісховищі  |                                                                      |                                                                      |

Салмон (тип підводних човнів США) — 6 підводних човнів ВМС США, котрі були продовженням вдосконаленням човнів типу «Порпос». Несли службу у 1936—1946 рр. Човни проєкту першими досягли швидкості у 21 вузол (40 км/год), сандартну для надводних кораблів, зокрема есмінців. Брали активну участь у Другій світовій війні.

## Конструкція
У 1936 році Вінсон — законом Trammell, профінансував розробку цього типу підводних човнів, у двох серіях.
Дві серії конструкцій відрізнялися незначними деталями, наприклад, місця розташування люків доступу до двигуна, формою бойової рубки циліндра, закриттям основного індукційного клапана, але будувалися різними розробниками й виробниками
Крім того, було два 34 футових перископи Човни Electric Boat були побудовані з допомогою зварювання корпусу, що забезпечило більш сильний і більш жорсткий човен, а також запобігало витоку палива з резервуарів в час занурення. Остаточно переконавшись в ефективності цієї інновацій інші човни в США вже будували методом зварювання.
Човни були більші, важчі і швидші, з кращими умовами проживання екіпажу, з більш важким озброєнням. Два додаткових торпедних апаратів и були додані в кормовій частині; в цілому чотири носові і чотири кормової.

.
Усі шість підводних човнів (і всі наступні ВМС США підводні човни до кінця 1940-х) були побудовані як півторакорпусні. У цьому типі корпуса, внутрішній міцний корпус обгорнутий зовнішнім з тонкою оболонкою. Простір між цими двома корпусами використовується для баластних і паливних баків.

## Історія
З самого початку човни типу були в гущі боїв при обороні Філіппін. Підводні човни були там основною ударною силою під керівництвом адмірала Томас С. Харт, командира флоту.
Наявність радара в USN виявилася ключовим фактором у кінцевій перемозі над флотом Японії, котрий дав американцям важливу перевагу у виявленні ворога.
Палубна гармата Марк 21 3” (76 мм) / 50 калібрів виявилася легкою в обслуговуванні але не мала достатню потужністю, щоб уразити маленькі цілі, тому вона була замінена .. Марк 9 4 дюйма (102 мм) / 50 калібру пістолет у 1943—1944 рр. на підводних човнах

## Представники
| Назва      | Завод                      | Закладений | Спущений на воду | Переданий флоту | Виведений з флоту | Утилізований |
| ---------- | -------------------------- | ---------- | ---------------- | --------------- | ----------------- | --- |
| «Салмон»   | Electric Boat              | 15.04.1936 | 12.06.1937       | 15.03.1938      | 24.09.1945        | 1946 |
| «Сіл»      | Electric Boat              | 25.05.1936 | 25.04.1937       | 30.04.1938      | 15.11.1945        | 1956, перебував в резерві |
| «Скіпджек» | Electric Boat              | 22.07.1936 | 23.10.1937       | 30.06.1938      | 28.08.1946        | Затонув на ядерного полігону 25 липня 1946, в Атол Бекіні, під час випробувань, був піднятий і використовувався як мішень до серпня 1948. |
| «Снаппер»  | Portsmouth Navy Yard       | 23.07.1936 | 24.08.1937       | 15.12.1937      | 17.11.1945        | 1948 |
| «Стингрей» | Portsmouth Navy Yard       | 1.10.1936  | 6.10.1937        | 15.03.1938      | 17.10.1945        | 1946 |
| «Старджен» | Mare Island Naval Shipyard | 27.10.1936 | 15.10.1938       | 25.06.1938      | 15.11.1945        | 1948 |